# Mark Hučko
Mark Hučko (* 15. září 1947 Bratislava) je slovenský jazykovědec, který vytvořil umělé jazyky slovio a Blitz English.

## Život
V roce 1968 emigroval do Kanady a od roku 1984 žije ve Švýcarsku.